# Port Alsworth
Port Alsworth ist ein Ort und ein census-designated place (CDP) im Lake and Peninsula Borough in Alaska. Das U.S. Census Bureau hatte bei der Volkszählung 2020 eine Einwohnerzahl von 186 ermittelt.

## Geographie
Port Alsworth befindet sich in der Aleutenkette auf einer Höhe von etwa 75 m am Südufer des Lake Clark im Südwesten von Alaska. Der Ort befindet sich 215 km nordöstlich von King Salmon sowie 260 km westsüdwestlich von Anchorage. Port Alsworth liegt in der „Lake Clark National Preserve“, ein dem Lake-Clark-Nationalpark angegliedertes Schutzgebiet. In dem Ort befindet sich das Besucherzentrum des Nationalparks. In Port Alsworth befinden sich zwei in Privatbesitz befindliche Flugplätze:  Flugplatz Port Alsworth (ICAO: PALJ: nördliche Landebahn) und Flugplatz Wilder Runway (ICAO: PAKX; südliche Landebahn), deren Landebahnen etwa 340 m voneinander entfernt parallel verlaufen.

## Geschichte
In den späten 1880er Jahren wurde „Tanalian Point“, die Vorgängersiedlung von Port Alsworth, von europäisch-amerikanischen Prospektoren gegründet. Diese waren auf der Suche nach Kupfer und Gold. Wenig später zogen Dena’ina von Kijik dorthin. Über die folgenden Jahrzehnte schrumpfte der Ort, als die Prospektoren den Ort verließen. Eine neue Ära begann, als Leon "Babe" Alsworth und Mary Alsworth mit ihrer Familie von der Bristol Bay an den Lake Clark zogen. Sie ließen sich anfangs am Nordufer des Sees nieder. Im August 1944 siedelten sie auf das andere Seeufer über und ließen sich an der „Hardenburg Bay“ nieder. Babe Alsworth war flugbegeistert, errichtete eine Landebahn und gründete „Lake Clark Air“. In der Folge kamen weitere Lodges hinzu und der Ort entwickelte sich zu einem kleineren Touristenzentrum. 1950 eröffnete ein Postamt. 1980 wurde „Lake Clark National Park and Preserve“ eingerichtet. Port Alsworth diente als Hauptquartier des zugehörigen National Park Service. 1990 wurde Port Alsworth ein census-designated place. Heute besteht die Bevölkerung von Port Alsworth überwiegend aus Nicht-Indigenen. 

## Demografie
Zum Zeitpunkt der Volkszählung im Jahre 2020 (U.S. Census 2020) hatte Port Alsworth 186 Einwohner auf einer Landfläche von 58,43 km². Von den Einwohnern waren 120 Weiße, einer afrikanisch-amerikanischer, 41 amerikanisch-indianischer Abstammung sowie ein Asiate. Beim Zensus 2000 lebten 104 Einwohner in Port Alsworth, 2010 waren es 159. Somit war die Bevölkerungsentwicklung der letzten Jahre ansteigend.